# بلومینگدیل، میشیگان
بلومینگدیل (به انگلیسی: Bloomingdale) یک روستا در ایالات متحده آمریکا است که در شهرستان ون بیورن، میشیگان واقع شده‌است. بلومینگدیل ۳٫۰۳ کیلومتر مربع مساحت و ۴۵۴ نفر جمعیت دارد و ۲۲۳ متر بالاتر از سطح دریا واقع شده‌است.